# Dubiaranea fulgens
Dubiaranea fulgens is een spinnensoort uit de familie hangmatspinnen (Linyphiidae). De soort komt voor in Chili.